# Paralomis granulosa
El centollón patagónico (Paralomis granulosa), también llamado centollón magallánico, centollón austral, y falsa centolla, es un crustáceo que habita el lecho marino de las frías aguas del sur de América del Sur. Pertenece al orden de los decápodos, y a la familia de los cangrejos litódidos.

## Distribución
Habita en las aguas costeras del sudeste del océano Pacífico, en las aguas de Chile en especial desde Valdivia hasta el cabo de Hornos, así como también en las del mar Argentino, en la Patagonia de la Argentina.

## Hábitat
Vive en la zona bentónica, generalmente en profundidades de hasta 150 m. Las larvas tienen hábitos bentónico-demersales; generalmente se las encuentra a una profundidad menor a 15 m. Los juveniles de 5 a 50 mm de largo de caparazón (LC) se asocian a los «bosques» submarinos de Macrocystis pyrifera, en sus grampones de fijación y en grietas de afloramientos rocosos subacuáticos.

## Características
El centollón es un crustáceo de tamaño mediano, con un caparazón máximo de 115 mm, y un peso de 1,5 kg. Un macho de 100 mm pesa unos 700 g . La frecuencia de muda en machos de menos de 40 mm LC es de dos veces al año, y con más 40 mm LC mudan anualmente; en los adultos es anual, pero en los ejemplares más grandes es bienal. Los machos mudan inmediatamente después del apareamiento, desde diciembre hasta marzo. Sobre su exoesqueleto crecen diferentes tipos de organismos, en particular cirripedios Notobalanus flosculus. En cada muda cambia el caparazón, y ofrece una superficie limpia para el asentamiento de este tipo de epibiontes. 

## Reproducción
Posee un tiempo generacional (en el que un huevo se transforma en adulto maduro y puede reproducirse) es de 12 años, reproduciéndose en forma bienal. 
En primavera, de noviembre a diciembre, ocurre el abrazo precopulatorio y el posterior apareamiento. Probablemente la fecundación es externa, ocurriendo inmediatamente después de la oviposición. Los huevos se desarrollan hasta su eclosión en la cámara incubatriz de la hembra, la cual es formada por el pleon replegado bajo el cefalotorax. La embriogénesis dura entre 18 y 22 meses. Las hembras oviponen en cada puesta de 800 a 10 000 huevos. La eclosión de sus huevos ocurre fundamentalmente en el invierno, desde junio hasta agosto. El desarrollo larval abarca dos estadios zoea, y un estadio megalopa. Los dos estadios zoea se completan en 17 a 20 días.

## Aprovechamiento comercial
La captura de este animal constituye un recurso lucrativo para las localidades del archipiélago de Tierra del Fuego.
Tanto esta especie como la centolla patagónica suelen aparecer juntos en las trampas, por ello su pesquería se denomina: «Mixta». En el canal de Beagle su población fue sobre-explotada, al haberse extraído los ejemplares más grandes, sin importar su sexo, lo que generó fuertes disminuciones en los rendimientos por trampa, e individuos de talla media. Estudios evidenciaron que sus características poblacionales no permiten elevadas tasas de extracción, por su bajo potencial de recuperación.
La captura comercial de los cangrejos litódidos comenzó en 1930 mediante redes de enmalle, siendo en ese entonces el centollón sólo un subproducto o un simple descarte de la pesca de la centolla. Las capturas del centollón comenzaron en 1978 como resultado del descenso en las capturas de centolla. A fines del siglo XX, las pesquerías chilenas y argentinas eran responsables del 8% de los desembarques mundiales de cangrejos litódidos. 
El centollón ha sido siempre considerado de menor calidad que la centolla siendo su precio en el mercado la mitad que el de ella, pero al tener una buena demanda en el mercado, la actividad pesquera se basa en el centollón, por ser más abundante, lo que permite extracciones que compensan su menor precio. 
En el Atlántico sudoccidental, hubo un intento de desarrollar su  pesquería en las Islas Malvinas, entre 1985 y 1988, lográndose en 4 temporadas un desembarque total de 53 ton, lo cual se juzgó como económicamente no rentable, por lo que se abandonó su pesca. 
Estudios señalan que en el Canal de Beagle el potencial reproductivo de la centolla es más alto que el del centollón. 
Su pesca en el Beagle se realiza de manera artesanal, con embarcaciones menores de 15 m de eslora, empleando trampas tronco-cónicas, en líneas de 10 trampas, en las que se coloca como cebo carne de descarte. Dichas trampas son fondeadas dos o tres días, posteriormente se retiran las capturas, y las trampas se vuelven a calar. Al final del día, las capturas son desembarcadas y llevadas a la planta, donde se los mata, y cocina. El producto final es un bloque congelado de masa muscular de sus patas, el cual se exporta a Europa y Norteamérica.
Al conjunto de lanchas de pesca con base en Ushuaia y Puerto Almanza se puede separar en dos tipos: la «flota industrial», la cual dispone de 800 trampas; y la «flota artesanal» de pequeñas embarcaciones que disponen de 100 a 150 trampas, esta última es  responsable del 6% de los desembarques de centollón.
El desembarque máximo del centollón en Chile fue en 1991 con 3400 ton. En el Canal Beagle, los desembarques argentinos han oscilado en 160 ton.

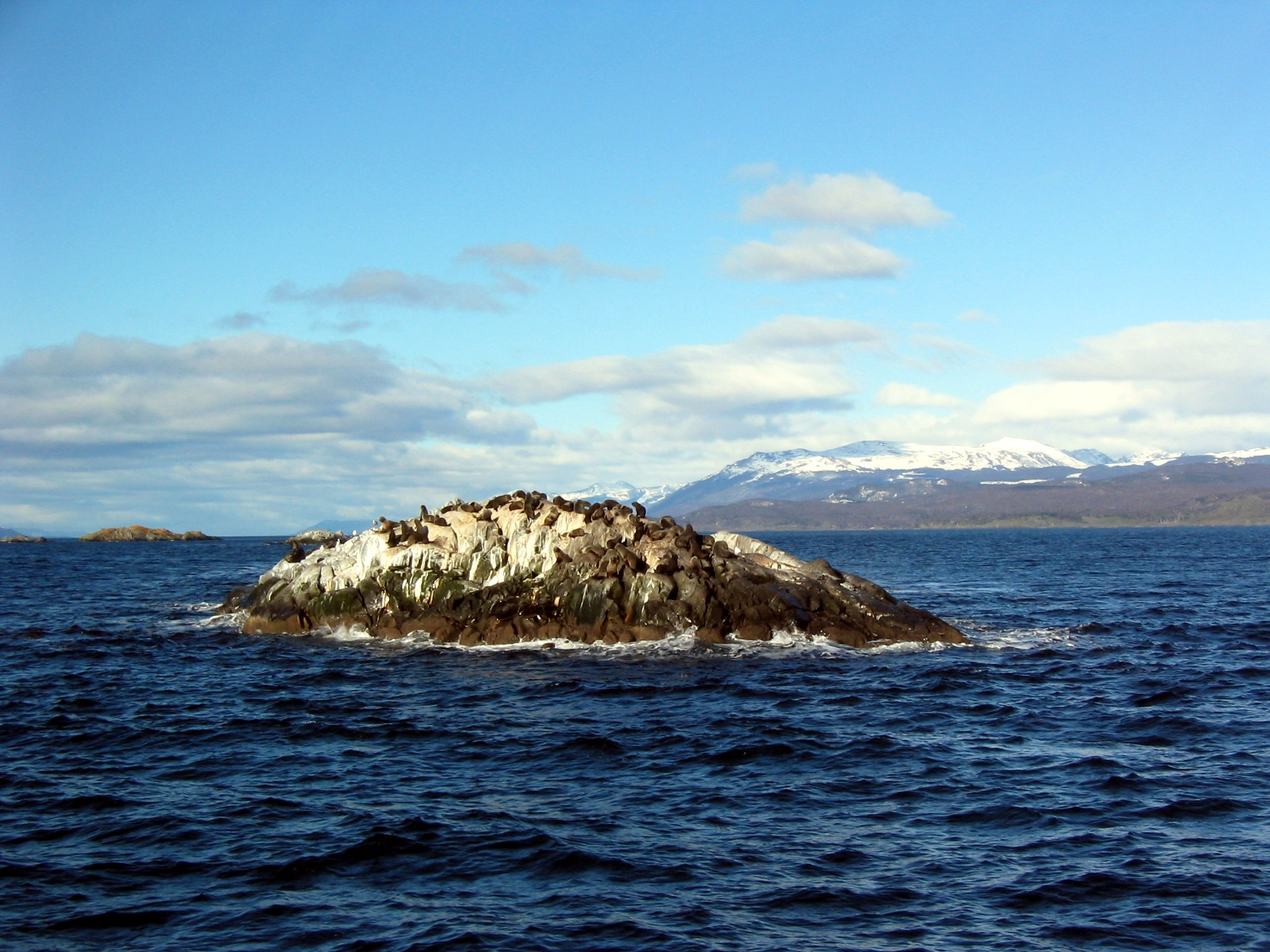
El hábitat de esta especie en el canal de Beagle.

### Relación con el conflicto del Beagle
Este aprovechamiento condujo a un incidente en agosto de 1967 cuando la goleta argentina Cruz del Sur, mientras pescaba a 400 m de la isla Gable (hoy bajo soberanía de la Argentina), fue ordenada a alejarse por la patrullera chilena Marinero Fuentealba. Este evento, junto a varios otros, llevó a tensar el conflicto del Beagle en la década de 1970.